# Mitchell (South Dakota)
Mitchell ist eine Stadt im US-Bundesstaat South Dakota und Verwaltungssitz (County Seat) des Davison County. Das U.S. Census Bureau hat bei der Volkszählung 2020 eine Einwohnerzahl von 15.660 ermittelt.

## Geografie
Die Stadt Mitchell befindet sich im Osten von South Dakota am James River (Missouri River).

## Geschichte
Die erste Ansiedlung in Mitchell erfolgte 1879. 1883 wurde Mitchell eine Gemeinde. Benannt wurde die Stadt nach Alexander Mitchell, Präsident der Chicago, Milwaukee und St. Paul Railroad (Milwaukee Road) und Politiker der Demokratischen Partei.

## Demografie
Nach der Schätzung von 2019 leben in Mitchell 22.174 Menschen. Die Bevölkerung teilte sich im selben Jahr auf in 91,3 % Weiße, 1,4 % Afroamerikaner, 2,4 % amerikanische Ureinwohner, 0,9 % Asiaten und 2,3 % mit zwei oder mehr Ethnizitäten. Hispanics oder Latinos aller Ethnien machten 3,7 % der Bevölkerung aus. Das mittlere Haushaltseinkommen lag bei 46.661 US-Dollar und die Armutsquote bei 16,2 %.
| Jahr | Einwohner¹ |
| ---- | ---------- |
| 1950 | 12.123     |
| 1960 | 12.555     |
| 1970 | 13.425     |
| 1980 | 13.916     |
| 1990 | 13.798     |
| 2000 | 14.558     |
| 2010 | 15.254     |
| 2020 | 15.660     |

¹ 1950 – 2020: Volkszählungsergebnisse

## Sehenswürdigkeiten
Mitchell ist die Heimat des Corn Palace. Der Corn Palace ist mit Abbildungen von getrocknetem Mais und Körnern dekoriert, wodurch Wandmalereien entstehen. Das Thema der äußeren Wandmalereien wird jedes Jahr zur Herbsternte gewechselt; die inneren Wandmalereien werden etwa alle zehn Jahre ausgetauscht. Das Gebäude selbst wird für verschiedene Zwecke genutzt, u. a. als Basketball-Arena, für den Abschlussball der örtlichen High School, für Messen, Unterhaltung und einen Zirkus.
In Mitchell befindet sich auch das Dakota Discovery Museum, dessen Aufgabe es ist, die Geschichte der Prärie und der Menschen, die sie besiedelten, zu präsentieren und zu bewahren. Das Museum deckt die Zeitspanne von 1600, als die amerikanischen Ureinwohner noch weitgehend unentdeckt waren, bis 1939, dem Ende der Großen Depression, ab.

## Bildung
In Mitchell befindet sich die Dakota Wesleyan University, eine private Hochschule.

## Persönlichkeiten
- Patricia K. Kuhl (* 1946), Psychologin und Hochschullehrerin